# 1979年苏联经济改革

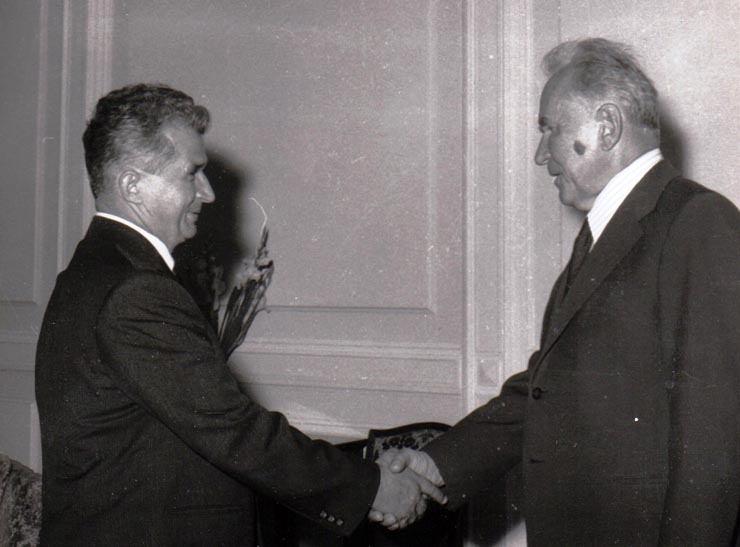
阿列克谢·柯西金（右）于1974年8月22日与罗马尼亚共产党领袖尼古拉·齐奥塞斯库握手

1979年苏聯经济改革，又名“改善计划和加强经济机制对提高生产效率和提高工作质量的影响”，是由部长理事会主席阿列克谢·柯西金发起的经济改革。在列昂尼德·勃列日涅夫统治苏维埃社会主义共和国联盟期间，苏联经济开始停滞不前；这一时期被历史学家称为停滞时代。即使经过柯西金及其门徒的几次改革尝试，该国的经济形势仍在恶化。与他早期的改革倡议相反，二十六次代表大会表明他的政府将在（1981-1985）期间实施改革。这种情况从未发生过，甚至勃列日涅夫也抱怨改革的实施进展缓慢。一些未完成的改革被一些人视为苏联政府提出的最后一项主要的改革前主流改革举措。

## 意向
改革由总理阿列克谢·柯西金与中央委员会（CC）和部长理事会共同决定启动并创立。改革试图重申和分离国家和政府部门的经济职能。为实现这一目标，建立了若干程序，以确保每个部门都能为国家预算做出贡献。即使该部没有履行五年计划，所有部委也都获得了固定预算。这项改革支持企业从中央政府获得更多的自主权，并通过赋予其新的原则来扩大各部的权利。改革试图通过国家标准委员会引入新的生产指标来提高劳动生产率，并试图通过减少各部门设立的部门障碍的影响来解决一些苏联的经济问题。改革成功地赋予地区当局和苏维埃共和国更多权力;1981年中央委员会的一项法令对这一发展进行了巩固。

## 履行
1979年的改革试图改革现有的经济体制而不进行任何根本性的改变。经济体系比以前更加集中。某些部门计划经济的有效性有所改善，但还不足以挽救苏联的经济停滞。改革的主要目标之一是改善资源和投资的分配，由于“部门主义”和“区域主义”，资源和投资一直被忽视。另一个优先事项是消除“区域主义”对五年计划的影响。
1965年苏联经济改革试图改善生产的产品质量，但收效甚微。在1979年的改革中，柯西金试图取代计划经济中“其制高点”的总产出，并制定了对稀有和优质商品的新规定。1979年苏联当局将资本投资视为一个非常严重的问题， 最高苏维埃主席团主席列昂尼德·勃列日涅夫和科西金总理声称，只有提高劳动生产率才能有助于发展技术更先进的苏维埃共和国的经济，如爱沙尼亚苏维埃社会主义者共和国（ESSR）。当柯西金在1980年去世时，他的继任者吉洪诺夫几乎放弃了改革。勃列日涅夫告诉第二十六次代表大会，改革的实施进展缓慢。吉洪诺夫在第二十六次代表大会发言时告诉与会代表，部分改革将在“十一五”期间（1981-1985）实施。